# Filip Koperski
Filip Koperski (ur. 24 lutego 2004 w Gdańsku) – polski piłkarz występujący na pozycji prawego obrońcy w polskim klubie Olimpia Grudziądz, do którego jest wypożyczony z Lechii Gdańsk.

## Kariera klubowa

### Kariera juniorska
Piłkarska przygoda Koperskiego rozpoczęła się w 2011 roku, kiedy dołączył do akademii piłkarskiej APLG Gdańsk. Po dwóch latach spędzonych w akademii APLG Koperski wykonał serię przeprowadzek, dołączając do różnych akademii piłkarskich, zaczynając od przeprowadzki do stolicy Polski, Warszawy, by dołączyć na dwa lata do Escola Varsovia Warszawa. Po pobycie w Warszawie Koperski przeniósł się do Barcelony w Hiszpanii, gdzie dołączył do U.B. Catalònia, w której spędził sezon, oraz Unió Esportiva Sants na dwa sezony. Po czterech latach spędzonych w Hiszpanii Koperski wrócił do Gdańska, dołączając do Lechii Gdańsk. 7 października 2020 roku Koperski zadebiutował w barwach Lechii Gdańsk II w Regionalnym Pucharze Polski przeciwko Orłowi Subkowy.

### Kariera seniorska

#### Lechia Gdańsk
8 stycznia 2021 roku Koperski podpisał swój pierwszy profesjonalny kontrakt z Lechią Gdańsk do 30 czerwca 2023 roku i wybrał numer 72, który, jak stwierdził, był dedykowany jego ojcu.

## Statystyki

### Klubowe
(aktualne na dzień 30 maja 2024)
| Klub               | Sezon              | Liga               | Liga  | Liga   | Puchar kraju | Puchar kraju | Suma  | Suma   |
| Klub               | Sezon              | Liga               | Mecze | Bramki | Mecze        | Bramki       | Mecze | Bramki |
| ------------------ | ------------------ | ------------------ | ----- | ------ | ------------ | ------------ | ----- | ------ |
| Lechia Gdańsk      | 2020/21            | Ekstraklasa        | 1     | 0      | 0            | 0            | 1     | 0      |
| Lechia Gdańsk      | 2021/22            | Ekstraklasa        | 6     | 1      | 0            | 0            | 6     | 1      |
| Lechia Gdańsk      | 2022/23            | Ekstraklasa        | 7     | 0      | 1            | 0            | 8     | 0      |
| Lechia Gdańsk      | 2023/24            | I liga             | 6     | 0      | 0            | 0            | 6     | 0      |
| Ogólnie            | Ogólnie            | Ogólnie            | 20    | 1      | 1            | 0            | 21    | 1      |
| Ogólnie w karierze | Ogólnie w karierze | Ogólnie w karierze | 20    | 1      | 1            | 0            | 21    | 1      |